# 博伦达拉市
博伦达拉市（英語：City of Boroondara，/bɒrənˈdɑːrə/）是澳大利亚維多利亞州的城市。